# Gorgonzola
Gorgonzola je vrsta italijanskog sira sa 48% masnoće i zaštićenim poreklom. Pravi se od punomasnog kravljeg mleka, soli i posebne vrste gljivica. Poznat je i pod imenom „plavi italijanski sir".

## Istorija
Gorgonzola se proizvodi od 11. veka. U regionu porekla, Lombardiji, u to doba se zvao „Umoran od Gorgonzole" (ital. Stracchino di Gorgonzola) ili „zeleni umor" (ital. Stracchino verde) budući je originalno proizvođen u jesen i u zimu, kada su se krave umorne (ital. stracche) vraćale sa letnje ispaše. 
Druga verzija o imenu ovog sira je ne obavezno istinita, ali simpatična italijanska legenda o načinu na koji je sir nastao, koja glasi da je jedan mlekar tokom večernjeg muženja dobio posetu mlade zavodljive devojke, koja mu je skrenula pažnju sa njegovog posla i do jutra ga zabavljala. Umoran od noćne zabave, ujutru je mlekar pomešao sveže pomuženo mleko sa onim što je veče pre toga namuzao, od čega je nastala potpuno nova vrsta sira, koju su prijatelji mlekara, imajući na umu njegov pokradeni noćni mir, nazvali „umornim“. Uskoro su i druge vrste sira bile nazivane ovako, zbog čega se počelo tražiti posebno ime za ovaj sir, i na kraju se odlučilo za ime gorgonzola, po jednom od mnogobrojnih gradića u kojima se ovaj sir proizvodio. 
Godine 1970. su najveći proizvođači stvorili Udruženje proizvođača Gorgonzole (ital. Consorzio Gorgonzola). Ovo udruženje je zaduženo za kontrolu proizvodnje i prodaje gorgonzole. Ovaj sir se prepoznaje po pečatu sa inicijalima CG.

## Proizvodnja
Gorgonzola se siri u cilindričnim posudama, težine između 6-13 kg, bilo od razdvojenog mleka od dva muženja, ili od pomešanog mleka dva muženja, ili od mleka jednog muženja (vidi dole: Varijante). Zgrušanom mleku se dodaju kulture penicilium gorgonzola. Kako bi se rast buđi pospešio, posude u kojima se siri se tokom sazrevanja sira probijaju bakrenim ili kamenim iglama, kako bi kiseonik što dalje prošao. Ivice se redovno ispiraju slanom vodom. U zavisnosti od tipa, gorgonzola sazreva između dva meseca i godine dana. 

## Osobine
Gorgonzola ima specifičnu, debelu, crvenkastu koru, koja je prošarana sivim flekama od buđi. Mekana sredina sira je bela do svetlo žuta i prošarana zeleno-plavim venama buđi. Pikantan i aromatičan ukus ovog sira sa decentnom slatkom notom je često blaži nego njegov miris. Sir koji ima kiseo ili gorak ukus, ili je smeđe boje, ne treba više konzumirati.

## Varijante
Gorgonzola due paste: Originalno je za proizvodnju gorgonzole korišćeno mleko od večernjeg muženja i zgrušano mleko je do sledećeg jutra u platnenim krpama visilo. Sledećeg dana se naizmenično u posude za sirenje dosipalo jutarnje mleko i zgrušano mleko. Ovakav sir se danas retko nalazi, budući da on preko godinu dana mora da zri. On ima snažan pikantan ukus i izuzetno je cenjen od strane poznavalaca.
Gorgonzola una pasta je gorgonzola proizvedena u fabričkim uslovima, i to od debelog sloja jutarnjeg mleka, pomešanog sa večernjim.
Gorgonzola dolce je blagi sir, koji je sazrevao 60 dana.
Gorgonzola pikante je aromatičan sir, koji je sazrevao 90 do 100 dana.
Dolcelate je ime mladog, mekanog, blagog gorgonzola sira, koji je pravljen od mleka jednog muženja, sa lakom površnom buđi, čuvan u foliji. 
Gondola je danska verzija gorgonzole.

## Upotreba
Gorgonzola se jede sa italijanskim belim hlebom, crnim maslinama i italijanskim kupusom kao manji obrok, ili se udrobi u mešanu salatu sa orasima. Sveže kruške napunjene gorgonzolom mogu da budu poslužene kao desert. Pored toga, gorgonzola je sastavni deo raznih sosova za testeninu i povrće. Može da se koristi kao dodatak supama, ili u kombinaciji sa spanaćem kao fil za više vrsta testa. Uz blagu, kremastu gorgonzolu preporučuju se meka, aromatična vina poput Riesling, Pinot bianco, Merlot i Novelli. Uz zrelu gorgonzolu najbolje idu kvalitetna crvena vina, poput Barolo, Barbaresco, Chianti, Valpocella i Primitivo. 

## Galerija
- Gorgonzola
- Parče gorgonzole
- Prodaja gorgonzole
- Gorgonzola iz naselja Pasturo
- Gorgonzola se često servira sa voćem

## Spoljašnji izvori
- Konzorcijum za zaštitu gorgonzole (italijanski, nemački, španski i engleski)